# 布拉德·索恩
布拉德·索恩（英語：Brad Thorn；1972年2月3日—）是一位新西蘭橄欖球運動員。他是新西蘭國家橄欖球隊的一員，代表新西蘭參加了2011年世界盃橄欖球賽。